# 2013-as WEC bahreini 6 órás verseny
| Pályarajz | Pályarajz               | Pályarajz                                          |
| --------- | ----------------------- | -------------------------------------------------- |
|           |                         |                                                    |
| Győztesek |                         |                                                    |
| Kategória | Csapat                  | Versenyzők                                         |
| LMP1      | #8 Toyota Racing        | Anthony Davidson Sébastien Buemi Stéphane Sarrazin |
| LMP2      | #26 G-Drive Racing      | Roman Ruszinov John Martin Mike Conway             |
| LMGTE Pro | #51 AF Corse            | Gianmaria Bruni Toni Vilander                      |
| LMGTE Am  | #95 Aston Martin Racing | Kristian Poulsen Christoffer Nygaard Nicki Thiim   |

A 2013-as WEC bahreini 6 órás verseny a Hosszútávú-világbajnokság 2013-as szezonjának nyolcadik és egyben utolsó futama volt, amelyet november 28. és november 30. között tartottak meg a Bahrain International Circuit versenypályán. A fordulót Anthony Davidson, Sébastien Buemi és Stéphane Sarrazin triója nyerte meg, akik a hibridhajtású Toyota Racing csapatának versenyautóját vezették.

## Időmérő
A kategóriák leggyorsabb versenyzői vastaggal vannak kiemelve.
| Poz. | Kategória | Csapat                      | Átlagidő | Különbség | Rajthely |
| ---- | --------- | --------------------------- | -------- | --------- | -------- |
| 1.   | LMP1      | #7 Toyota Racing            | 1:42,449 |           | 1        |
| 2.   | LMP1      | #8 Toyota Racing            | 1:42,781 | +0,332    | 2        |
| 3.   | LMP1      | #1 Audi Sport Team Joest    | 1:42,976 | +0,527    | 3        |
| 4.   | LMP1      | #2 Audi Sport Team Joest    | 1:43,145 | +0,696    | 4        |
| 5.   | LMP1      | #12 Rebellion Racing        | 1:46,728 | +4,279    | 5        |
| 6.   | LMP2      | #49 Pecom Racing            | 1:50,941 | +8,492    | 6        |
| 7.   | LMP2      | #26 G-Drive Racing          | 1:51,003 | +8,554    | 7        |
| 8.   | LMP2      | #24 OAK Racing              | 1:51,718 | +9,269    | 8        |
| 9.   | LMP2      | #41 Greaves Motorsport      | 1:51,841 | +9,392    | 9        |
| 10.  | LMP2      | #25 Delta-ADR               | 1:52,133 | +9,684    | 10       |
| 11.  | LMP2      | #35 OAK Racing              | 1:52,377 | +9,928    | 11       |
| 12.  | LMP2      | #31 Lotus                   | 1:53,217 | +10,768   | 12       |
| 13.  | LMP2      | #32 Lotus                   | 1:53,584 | +11,135   | 13       |
| 14.  | LMP2      | #45 OAK Racing              | 1:54,033 | +11,584   | 14       |
| 15.  | LMGTE Pro | #92 Porsche AG Team Manthey | 1:58,833 | +16,384   | 15       |
| 16.  | LMGTE Pro | #91 Porsche AG Team Manthey | 1:58,960 | +16,511   | 16       |
| 17.  | LMGTE Pro | #97 Aston Martin Racing     | 1:59,038 | +16,589   | 17       |
| 18.  | LMGTE Pro | #71 AF Corse                | 1:59,049 | +16,600   | 18       |
| 19.  | LMGTE Pro | #99 Aston Martin Racing     | 1:59,167 | +16,718   | 19       |
| 20.  | LMGTE Pro | #51 AF Corse                | 1:59,459 | +17,010   | 20       |
| 21.  | LMGTE Am  | #95 Aston Martin Racing     | 2:00,303 | +17,854   | 21       |
| 22.  | LMGTE Am  | #81 8 Star Motorsports      | 2:00,337 | +17,888   | 22       |
| 23.  | LMGTE Am  | #96 Aston Martin Racing     | 2:00,496 | +18,047   | 23       |
| 24.  | LMGTE Am  | #61 AF Corse                | 2:00,527 | +18,078   | 24       |
| 25.  | LMGTE Am  | #76 IMSA Performance Matmut | 2:00,880 | +18,431   | 25       |
| 26.  | LMGTE Am  | #88 Proton Competition      | 2:01,290 | +18,841   | 26       |
| 27.  | LMGTE Am  | #57 Krohn Racing            | 2:01,563 | +19,114   | 27       |
| 28.  | LMGTE Am  | #50 Larbre Compétition      | 2:03,236 |           | 28       |

## Verseny
A résztvevőknek legalább a versenytáv 70%-át (139 kört) teljesíteniük kellett ahhoz, hogy az elért eredményüket értékeljék. A kategóriák leggyorsabb versenyzői vastaggal vannak kiemelve.
| Helyezés | Kategória | #  | Csapat                  | Versenyzők                                         | Kasztni                                 | Gumi | Kör | Idő/Hátrány/Kiesés |
| Helyezés | Kategória | #  | Csapat                  | Versenyzők                                         | Motor                                   | Gumi | Kör | Idő/Hátrány/Kiesés |
| -------- | --------- | -- | ----------------------- | -------------------------------------------------- | --------------------------------------- | ---- | --- | ------------------ |
| 1.       | LMP1      | 8  | Toyota Racing           | Anthony Davidson Sébastien Buemi Stéphane Sarrazin | Toyota TS030 Hybrid                     | M    | 199 | 6:01:15,303        |
| 1.       | LMP1      | 8  | Toyota Racing           | Anthony Davidson Sébastien Buemi Stéphane Sarrazin | Toyota 3.4 L V8 (Hybrid)                | M    | 199 | 6:01:15,303        |
| 2.       | LMP1      | 1  | Audi Sport Team Joest   | André Lotterer Marcel Fässler Benoît Tréluyer      | Audi R18 e-tron quattro                 | M    | 199 | +1:10,585          |
| 2.       | LMP1      | 1  | Audi Sport Team Joest   | André Lotterer Marcel Fässler Benoît Tréluyer      | Audi TDI 3.7 L Turbo V6 (Hybrid Diesel) | M    | 199 | +1:10,585          |
| 3.       | LMP2      | 26 | G-Drive Racing          | Roman Ruszinov John Martin Mike Conway             | Oreca 03                                | D    | 184 | +15 kör            |
| 3.       | LMP2      | 26 | G-Drive Racing          | Roman Ruszinov John Martin Mike Conway             | Nissan VK45DE 4.5 L V8                  | D    | 184 | +15 kör            |
| 4.       | LMP2      | 24 | OAK Racing              | Olivier Pla Alex Brundle David Heinemeier Hansson  | Morgan LMP2                             | D    | 184 | +15 kör            |
| 4.       | LMP2      | 24 | OAK Racing              | Olivier Pla Alex Brundle David Heinemeier Hansson  | Nissan VK45DE 4.5 L V8                  | D    | 184 | +15 kör            |
| 5.       | LMP2      | 41 | Greaves Motorsport      | Wolfgang Reip Jon Lancaster Björn Wirdheim         | Zytek Z11SN                             | D    | 184 | +15 kör            |
| 5.       | LMP2      | 41 | Greaves Motorsport      | Wolfgang Reip Jon Lancaster Björn Wirdheim         | Nissan VK45DE 4.5 L V8                  | D    | 184 | +15 kör            |
| 6.       | LMP2      | 35 | OAK Racing              | Bertrand Baguette Martin Plowman Ricardo González  | Morgan LMP2                             | D    | 182 | +17 kör            |
| 6.       | LMP2      | 35 | OAK Racing              | Bertrand Baguette Martin Plowman Ricardo González  | Nissan VK45DE 4.5 L V8                  | D    | 182 | +17 kör            |
| 7.       | LMP2      | 45 | OAK Racing              | Jacques Nicolet Ihara Keiko David Cheng            | Morgan LMP2                             | D    | 180 | +19 kör            |
| 7.       | LMP2      | 45 | OAK Racing              | Jacques Nicolet Ihara Keiko David Cheng            | Nissan VK45DE 4.5 L V8                  | D    | 180 | +19 kör            |
| 8.       | LMP2      | 25 | Delta-ADR               | Fabien Giroix Robbie Kerr Craig Dolby              | Oreca 03                                | D    | 178 | +21 kör            |
| 8.       | LMP2      | 25 | Delta-ADR               | Fabien Giroix Robbie Kerr Craig Dolby              | Nissan VK45DE 4.5 L V8                  | D    | 178 | +21 kör            |
| 9.       | LMGTE Pro | 51 | AF Corse                | Gianmaria Bruni Toni Vilander                      | Ferrari 458 Italia GT2                  | M    | 175 | +24 kör            |
| 9.       | LMGTE Pro | 51 | AF Corse                | Gianmaria Bruni Toni Vilander                      | Ferrari 4.5 L V8                        | M    | 175 | +24 kör            |
| 10.      | LMGTE Pro | 91 | Porsche AG Team Manthey | Jörg Bergmeister Patrick Pilet                     | Porsche 911 RSR                         | M    | 175 | +24 kör            |
| 10.      | LMGTE Pro | 91 | Porsche AG Team Manthey | Jörg Bergmeister Patrick Pilet                     | Porsche 4.0 L Flat-6                    | M    | 175 | +24 kör            |
| 11.      | LMGTE Pro | 71 | AF Corse                | Kobajasi Kamui Giancarlo Fisichella                | Ferrari 458 Italia GT2                  | M    | 174 | +25 kör            |
| 11.      | LMGTE Pro | 71 | AF Corse                | Kobajasi Kamui Giancarlo Fisichella                | Ferrari 4.5 L V8                        | M    | 174 | +25 kör            |
| 12.      | LMGTE Pro | 92 | Porsche AG Team Manthey | Marc Lieb Richard Lietz                            | Porsche 911 RSR                         | M    | 174 | +25 kör            |
| 12.      | LMGTE Pro | 92 | Porsche AG Team Manthey | Marc Lieb Richard Lietz                            | Porsche 4.0 L Flat-6                    | M    | 174 | +25 kör            |
| 13.      | LMGTE Am  | 95 | Aston Martin Racing     | Kristian Poulsen Christoffer Nygaard Nicki Thiim   | Aston Martin Vantage GTE                | M    | 173 | +26 kör            |
| 13.      | LMGTE Am  | 95 | Aston Martin Racing     | Kristian Poulsen Christoffer Nygaard Nicki Thiim   | Aston Martin 4.5 L V8                   | M    | 173 | +26 kör            |
| 14.      | LMP2      | 49 | Pecom Racing            | Luís Pérez Companc Pierre Kaffer Nicolas Minassian | Oreca 03                                | M    | 172 | +27 kör            |
| 14.      | LMP2      | 49 | Pecom Racing            | Luís Pérez Companc Pierre Kaffer Nicolas Minassian | Nissan VK45DE 4.5 L V8                  | M    | 172 | +27 kör            |
| 15.      | LMGTE Am  | 81 | 8 Star Motorsports      | Enzo Potolicchio Rui Águas Davide Rigon            | Ferrari 458 Italia GT2                  | M    | 172 | +27 kör            |
| 15.      | LMGTE Am  | 81 | 8 Star Motorsports      | Enzo Potolicchio Rui Águas Davide Rigon            | Ferrari 4.5 L V8                        | M    | 172 | +27 kör            |
| 16.      | LMGTE Am  | 61 | AF Corse                | Emmanuel Collard Matt Griffin François Perrodo     | Ferrari 458 Italia GT2                  | M    | 172 | +27 kör            |
| 16.      | LMGTE Am  | 61 | AF Corse                | Emmanuel Collard Matt Griffin François Perrodo     | Ferrari 4.5 L V8                        | M    | 172 | +27 kör            |
| 17.      | LMGTE Am  | 50 | Larbre Compétition      | Julien Canal Patrick Bornhauser Fernando Rees      | Chevrolet Corvette C6.R                 | M    | 171 | +28 kör            |
| 17.      | LMGTE Am  | 50 | Larbre Compétition      | Julien Canal Patrick Bornhauser Fernando Rees      | Chevrolet 5.5 L V8                      | M    | 171 | +28 kör            |
| 18.      | LMGTE Am  | 96 | Aston Martin Racing     | Jamie Campbell-Walter Stuart Hall Roald Goethe     | Aston Martin Vantage GTE                | M    | 169 | +30 kör            |
| 18.      | LMGTE Am  | 96 | Aston Martin Racing     | Jamie Campbell-Walter Stuart Hall Roald Goethe     | Aston Martin 4.5 L V8                   | M    | 169 | +30 kör            |
| 19.      | LMGTE Am  | 76 | IMSA Performance Matmut | Raymond Narac Jean-Karl Vernay Markus Palttala     | Porsche 997 GT3-RSR                     | M    | 162 | +37 kör            |
| 19.      | LMGTE Am  | 76 | IMSA Performance Matmut | Raymond Narac Jean-Karl Vernay Markus Palttala     | Porsche 4.0 L Flat-6                    | M    | 162 | +37 kör            |
| Ki       | LMGTE Pro | 99 | Aston Martin Racing     | Pedro Lamy Richie Stanaway Bruno Senna             | Aston Martin Vantage GTE                | M    | 145 |                    |
| Ki       | LMGTE Pro | 99 | Aston Martin Racing     | Pedro Lamy Richie Stanaway Bruno Senna             | Aston Martin 4.5 L V8                   | M    | 145 |                    |
| Ki       | LMGTE Pro | 97 | Aston Martin Racing     | Darren Turner Stefan Mücke                         | Aston Martin Vantage GTE                | M    | 109 |                    |
| Ki       | LMGTE Pro | 97 | Aston Martin Racing     | Darren Turner Stefan Mücke                         | Aston Martin 4.5 L V8                   | M    | 109 |                    |
| Ki       | LMP1      | 2  | Audi Sport Team Joest   | Allan McNish Tom Kristensen Loïc Duval             | Audi R18 e-tron quattro                 | M    | 93  |                    |
| Ki       | LMP1      | 2  | Audi Sport Team Joest   | Allan McNish Tom Kristensen Loïc Duval             | Audi TDI 3.7 L Turbo V6 (Hybrid Diesel) | M    | 93  |                    |
| Ki       | LMGTE Am  | 88 | Proton Competition      | Christian Ried Gianluca Roda Paolo Ruberti         | Porsche 997 GT3-RSR                     | M    | 86  |                    |
| Ki       | LMGTE Am  | 88 | Proton Competition      | Christian Ried Gianluca Roda Paolo Ruberti         | Porsche 4.0 L Flat-6                    | M    | 86  |                    |
| Ki       | LMGTE Am  | 57 | Krohn Racing            | Tracy Krohn Niclas Jönsson Maurizio Mediani        | Ferrari 458 Italia GT2                  | M    | 83  |                    |
| Ki       | LMGTE Am  | 57 | Krohn Racing            | Tracy Krohn Niclas Jönsson Maurizio Mediani        | Ferrari 4.5 L V8                        | M    | 83  |                    |
| Ki       | LMP1      | 7  | Toyota Racing           | Alexander Wurz Nicolas Lapierre Nakadzsima Kazuki  | Toyota TS030 Hybrid                     | M    | 64  |                    |
| Ki       | LMP1      | 7  | Toyota Racing           | Alexander Wurz Nicolas Lapierre Nakadzsima Kazuki  | Toyota 3.4 L V8 (Hybrid)                | M    | 64  |                    |
| Ki       | LMP1      | 12 | Rebellion Racing        | Andrea Belicchi Mathias Beche Nicolas Prost        | Lola B12/60                             | M    | 44  |                    |
| Ki       | LMP1      | 12 | Rebellion Racing        | Andrea Belicchi Mathias Beche Nicolas Prost        | Toyota RV8KLM 3.4 L V8                  | M    | 44  |                    |
| Ki       | LMP2      | 32 | Lotus                   | Thomas Holzer Dominik Kraihamer Jan Charouz        | Lotus T128                              | D    | 5   |                    |
| Ki       | LMP2      | 32 | Lotus                   | Thomas Holzer Dominik Kraihamer Jan Charouz        | Praga 3.6 L V8                          | D    | 5   |                    |
| Ki       | LMP2      | 31 | Lotus                   | Kevin Weeda Lucas Auer Vitantonio Liuzzi           | Lotus T128                              | D    | 0   |                    |
| Ki       | LMP2      | 31 | Lotus                   | Kevin Weeda Lucas Auer Vitantonio Liuzzi           | Praga 3.6 L V8                          | D    | 0   |                    |

## A világbajnokság végeredménye
LMP1 (Teljes táblázat)
| H  | Versenyzők                                         | Pont   | H  | Konstruktőrök | Pont  |
| -- | -------------------------------------------------- | ------ | -- | ------------- | ----- |
| 1. | Allan McNish Tom Kristensen Loïc Duval             | 162    | 1. | Audi          | 207   |
| 2. | André Lotterer Marcel Fässler Benoît Tréluyer      | 149,25 | 2. | Toyota        | 142,5 |
| 3. | Anthony Davidson Stéphane Sarrazin Sébastien Buemi | 106,25 | 3. | '             |       |
| 4. | Alexander Wurz Nicolas Lapierre                    | 69,5   |    |               |       |
| 5. | Mathias Beche                                      | 63,5   |    |               |       |

GT (Teljes táblázat)
| H  | Versenyzők                 | Pont  | H  | Konstruktőrök | Pont  |
| -- | -------------------------- | ----- | -- | ------------- | ----- |
| 1. | Gianmaria Bruni            | 145   | 1. | Ferrari       | 255   |
| 2. | Giancarlo Fisichella       | 135   | 2. | Aston Martin  | 246,5 |
| 3. | Darren Turner Stefan Mücke | 125,5 | 3. | Porsche       | 230,5 |
| 4. | Marc Lieb Richard Lietz    | 123   |    |               |       |
| 5. | Toni Vilander              | 108   |    |               |       |

LMP2 (Teljes táblázat)
| H  | Versenyzők                                         | Pont  | H  | Konstruktőrök      | Pont  |
| -- | -------------------------------------------------- | ----- | -- | ------------------ | ----- |
| 1. | Bertrand Baguette Martin Plowman Ricardo González  | 141,5 | 1. | #35 OAK Racing     | 141,5 |
| 2. | Olivier Pla Alex Brundle David Heinemeier Hansson  | 132,5 | 2. | #24 OAK Racing     | 134,5 |
| 3. | Roman Ruszinov John Martin Mike Conway             | 132   | 3. | Pecom Racing       | 132   |
| 4. | Luís Pérez Companc Pierre Kaffer Nicolas Minassian | 110   | 4. | G-Drive Racing     | 118   |
| 5. | Tor Graves                                         | 56    | 5. | Greaves Motorsport | 81    |

LMGTE Am (Teljes táblázat)
| H  | Versenyzők                           | Pont  | H  | Konstruktőrök           | Pont  |
| -- | ------------------------------------ | ----- | -- | ----------------------- | ----- |
| 1. | Jamie Campbell-Walter Stuart Hall    | 129   | 1. | 8 Star Motorsports      | 136   |
| 2. | Enzo Potolicchio Rui Águas           | 128   | 2. | #96 Aston Martin Racing | 133   |
| 3. | Raymond Narac Jean-Karl Vernay       | 122   | 3. | IMSA Performance Matmut | 122   |
| 4. | Kristian Poulsen Christoffer Nygaard | 104,5 | 4. | #95 Aston Martin Racing | 104,5 |
| 5. | Julien Canal Patrick Bornhauser      | 97    | 5. | Larbre Compétition      | 103   |